# 제이만 효과
물리학에서 제이만 효과(Zeeman effect)는 외부 자기장에 의하여 원자나 분자의 방출 스펙트럼 선 가운데 일부가 여러 개의 선으로 갈라지는 현상이다. 네덜란드의 물리학자 피터르 제이만이 1897년에 발견하였다.
전기장에 의해서 생기는 비슷한 효과는 슈타르크 효과라고 한다.

## 원리
대부분의 원자는 같은 에너지를 갖는 몇 가지 서로 다른 원자 궤도가 있다. 따라서 다른 원자 궤도로 전이가 일어나도 하나의 스펙트럼선만 나타나는 경우가 있다. 자기장이 있는 경우 자기장은 양자수에 따라 각각의 전자에 다르게 영향을 미치므로, 각 원자 궤도의 에너지를 약간 바꾸게 된다. 따라서 같은 에너지를 갖고 있던 서로 다른 몇 가지의 원자 궤도는 이제 서로 다른 에너지를 갖게 된다.
자기장이 없을 때에는 a, b, c는 같은 에너지를 갖고 있다. d, e, f도 마찬가지이다. 자기장이 있는 경우에는 각각 서로 다른 에너지로 분리된다.
제이만 효과에 의해 분리된 스펙트럼선 사이의 거리는 자기장의 세기에 비례하므로 이 효과는 천문학자들이 태양이나 다른 별의 자기장을 측정할 때 쓰였다.
전자론으로 간단히 설명이 가능한 제이만 효과는 정상 제이만 효과라고 하며, 전자의 스핀이 0이 아닐 때 나타나는 비정상 제이만 효과가 있다. 제이만이 제이만 효과를 발견했을 당시에는 이것을 설명할 수가 없었으므로 붙은 이름이다.
자기장이 매우 강할 경우 제이만 효과는 더 이상 선형적이지 않다. 매우 강한 자기장에서는 L-S coupling이 파괴되어 자기장이 약할 때와는 다른 모습을 보이게 된다. 이것을 파셴-바크 효과라고 한다.

## 같이 보기
- 슈타르크 효과